# Бедфорд Тауншип (округ Бедфорд, Пенсільванія)
Бедфорд Тауншип (англ. Bedford Township) — селище (англ. township) в США, в окрузі Бедфорд штату Пенсільванія. Населення — 5105 осіб (2020).

## Демографія
Згідно з переписом 2010 року, у селищі мешкало 5395 осіб у 2206 домогосподарствах у складі 1483 родин. Було 2559 помешкань
Расовий склад населення:
| - 95,9 % — білих - 1,6 % — чорних або афроамериканців - 0,6 % — азіатів - 0,2 % — корінних американців - 1,0 % — осіб інших рас |

До двох чи більше рас належало 0,7 %. Частка іспаномовних становила 1,5 % від усіх жителів.
За віковим діапазоном населення розподілялося таким чином: 17,9 % — особи молодші 18 років, 58,3 % — особи у віці 18—64 років, 23,8 % — особи у віці 65 років та старші. Медіана віку мешканця становила 47,8 року. На 100 осіб жіночої статі у селищі припадало 101,4 чоловіків;  на 100 жінок у віці від 18 років та старших — 98,1 чоловіків також старших 18 років.
Середній дохід на одне домашнє господарство  становив 61 690 доларів США (медіана — 53 686), а середній дохід на одну сім'ю — 70 862 долари (медіана — 66 563). Медіана доходів становила 43 295 доларів для чоловіків та 38 125 доларів для жінок. За межею бідності перебувало 14,5 % осіб, у тому числі 26,8 % дітей у віці до 18 років та 11,4 % осіб у віці 65 років та старших.
Цивільне працевлаштоване населення становило 2323 особи. Основні галузі зайнятості: виробництво — 16,3 %, освіта, охорона здоров'я та соціальна допомога — 15,9 %, мистецтво, розваги та відпочинок — 15,2 %.